# Dumb Money
Dumb Money (distribuito in streaming come Dumb Money - Non chiamateli sprovveduti) è un film del 2023 diretto da Craig Gillespie.
Il film, adattamento cinematografico del libro del 2021 The Antisocial Network scritto da Ben Mezrich, narra le vicende del boom delle azioni di GameStop avvenuto tra il 2020 ed il 2021, quando un gruppo di investitori individuali, coordinandosi tramite il social network Reddit, si unirono per creare problemi ad un fondo speculativo di Wall Street che aveva scommesso nel ribasso delle azioni di GameStop.

## Trama
Luglio 2020. L'analista finanziario Keith Gill si diletta a commentare l'andamento del mercato azionario su YouTube, postando video con il nome utente di Roaring Kitty; questo suo hobby è pienamente sostenuto dalla moglie Caroline, mentre il fratello Kevin la reputa invece un'attività da nerd. Al culmine della pandemia di COVID-19, Keith si lancia in quella che sembra un'operazione sentimentale, investendo tutti i propri risparmi nelle azioni del rivenditore di videogiochi GameStop, dato sull'orlo del fallimento. Keith viene imitato da parecchi suoi seguaci sparsi in tutti gli Stati Uniti: l'infermiera in difficoltà economiche Jennifer, la coppia di studentesse universitarie Harmony e Riri, persino un dipendente della stessa GameStop di nome Marcos.
Gennaio 2021. All'improvviso le azioni di GameStop schizzano alle stelle. Diversi hedge fund, capeggiati dalla Melvin Capital, abituati a scommettere allo scoperto su società deboli come GameStop si ritrovano a dover fronteggiare perdite per centinaia di milioni di dollari. Queste società riescono a far chiudere WallstreetBets, il gruppo creato da Keith su Reddit per scambiarsi informazioni con altri piccoli azionisti, usando il pretesto di "contenuti diffamatori e volgari". Il sito web di negoziazioni Robinhood non è più in grado di pagare adeguatamente le vendite, costringendo il suo presidente Vlad Tenev a interrompere gli acquisti delle azioni di GameStop, anche se dietro c'è la volontà di Ken Griffin, proprietario della Citadel LLC. Il caso GameStop diventa ben presto mondiale e attira l'attenzione delle autorità finanziarie, tanto che Keith e tutti i protagonisti della vicenda vengono convocati dalla competente commissione della Camera dei rappresentanti. Collegato in videoconferenza a causa delle restrizioni dovute alla pandemia in corso, Keith nega fermamente di aver compiuto illeciti e di essersi comportato esattamente come qualsiasi cittadino appassionato di investment banking.

## Produzione
Le riprese del film, avvenute nel New Jersey nei mesi di ottobre e novembre 2022, si sono svolte tra le contee di Morris, Essex e Hudson.

## Promozione
Il primo trailer del film è stato diffuso il 22 giugno 2023.

## Distribuzione
La pellicola è stata presentata in anteprima al Toronto International Film Festival l'8 settembre 2023; distribuita limitatamente in alcune sale dal 15 settembre 2023, viene poi distribuita in tutte le sale statunitensi a partire dal 6 ottobre. In Italia il film è uscito direttamente su Amazon Prime Video il 26 agosto 2024.